# Wahrberg (Mannhausen)
Der Wahrberg ist eine 72,5 m ü. NHN hohe Erhebung in den Nordwestausläufern der Calvörder Berge. Er liegt bei Mannhausen im Gemeindegebiet von Calvörde im sachsen-anhaltischen Landkreis Börde.

## Geographie

### Lage
Der Wahrberg erhebt sich in den Nordwestausläufern der Calvörder Berge. Er liegt südwestlich von Mannhausen, westnordwestlich von Velsdorf (beide zu Calvörde) und nordöstlich von Keindorf mit dem weiter südlich davon gelegenen Wegenstedt (beide zu Oebisfelde-Weferlingen). Östlich befindet sich der Beneberg (77,5 m), südöstlich der Rosenberg (75,5 m) und südwestlich der Windmühlenberg (86,1 m). In Richtung Norden fällt die Landschaft zum Mittellandkanal ab. Südöstlich vorbei verläuft die Kreisstraße 1136 (Mannhausen–Wegenstedt).
Der Wahrberg ist größtenteils von Nadelwald bewachsen, östlich und nördlich befinden sich landwirtschaftlich genutzte Flächen.

### Naturräumliche Zuordnung
Der Wahrberg gehört in der naturräumlichen Haupteinheitengruppe Weser-Aller-Flachland (Nr. 62), in der Haupteinheit Ostbraunschweigisches Flachland (624) und in der Untereinheit Obisfelder-Calvörder Endmoränenplatten (624.5) zum Naturraum Calvörder Hügelland (624.53).